# Charles Griffiths
Charles Griffiths (Rugby, 1882 – Rugby, 15 maggio 1936) è stato un allenatore di calcio e calciatore inglese, di ruolo attaccante.

## Palmarès

### Allenatore

#### Competizioni nazionali
- Campionato tedesco: 1

Karslruher FV: 1909-1910
- Campionato olandese: 1

Be Quick 1887: 1919-1920
- Coppa di Francia: 1

Excelsior Roubaix: 1932-1933
- Campionato belga: 3

Union St. Gilloise: 1922-1923, 1933-1934, 1934-1935

### Competizioni regionali
- Campionato Germania meridionale: 1

Karslruher FV: 1910